# Twierdzenie Goodsteina
Twierdzenie Goodsteina – twierdzenie teorii liczb sformułowane przez Goodsteina w 1944 roku dotyczące pewnej własności ciągów liczb naturalnych. Mimo że sformułowanie twierdzenia jest czysto arytmetyczne i względnie nieskomplikowane, twierdzenie to jest niezależne od aksjomatyki Peana, co udowodnili w 1982 roku Jeff Paris i Laurie Kirby.

## Popularne sformułowanie
- Wybierzmy liczbę naturalną m(0), na przykład 1077:

{\displaystyle m(0)=1077}
- zapiszmy tę liczbę w postaci potęg dwójki:

{\displaystyle m(0)=1077=2^{10}+2^{5}+2^{4}+2^{2}+1}
- Dokonajmy takiego przedstawienia wszystkich liczb występujących w powyższym zapisie, aby każda z nich była wyrażona wyłącznie w postaci potęg liczby 2:

{\displaystyle m(0)=2^{10}+2^{5}+2^{4}+2^{2}+1=2^{2^{2+1}+2}+2^{2^{2}+1}+2^{2^{2}}+2^{2}+1}
- Zamieńmy w powyższym wyrażeniu wszystkie liczby 2 na liczbę 3:

{\displaystyle m(0)'=3^{3^{3+1}+3}+3^{3^{3}+1}+3^{3^{3}}+3^{3}+1}
- przyjmijmy, że {\displaystyle m(1)=m(0)'-1,} czyli:

{\displaystyle m(1)=m(0)'-1=3^{3^{3+1}+3}+3^{3^{3}+1}+3^{3^{3}}+3^{3}}
- w wyrażeniu m(1) dokonajmy zamiany liczby 3 na 4 i odejmijmy 1; dostajemy w ten sposób m(2)
- kontynuujemy postępowanie, m(3) otrzymamy zamieniając 4 na 5 i odejmując 1.
- otrzymując ciąg liczbowy m(i) gdzie i=1,2... jest liczbą naturalną.

Twierdzenie Goodsteina: tak otrzymany ciąg zmierza do zera.
Jednak jak łatwo się przekonać pierwsze N wyrazów ciągu, gdzie N jest pewną bardzo dużą liczbą zależną od m(0), rośnie bardzo szybko (W szybko rosnącej hierarchii: {\displaystyle f_{\varepsilon _{0}}(n)}). Pośrednie wyrazy dla liczby 1077 osiągają wartości rzędu {\displaystyle 10^{10000}} i więcej, aby w końcu dać w wyniku 0. Jak się okazuje, nie można tego faktu dowieść w ramach systemu formalnego arytmetyki Peana, jest to zatem nietrywialny przykład twierdzenia ciekawego matematycznie i zarazem niedowiedlnego na gruncie teorii liczb naturalnych. Dowód tego twierdzenia jest oparty na arytmetyce liczb porządkowych.